# Czeberaki (województwo mazowieckie)
Czeberaki – wieś sołecka w Polsce położona w województwie mazowieckim, w powiecie łosickim, w gminie Stara Kornica. Leży nad rzeką Kałużą dopływem Tocznej. Wieś leży na trasie drogi łączącej Popławy z Hruszniewem i dalej do Górek.
Według danych z 2011 roku wieś zamieszkiwało 125 osób. Z tego 46,6% mieszkańców to kobiety, a 53,6% ludności stanowią mężczyźni. Całą miejscowość zamieszkuje 2,5% mieszkańców gminy.
| SIMC    | Nazwa | Rodzaj     |
| ------- | ----- | ---------- |
| 0020221 | Ukazy | części wsi |

W latach 1954–1959 wieś należała i była siedzibą władz gromady Czeberaki, po jej zniesieniu w gromadzie Górki. W latach 1975–1998 miejscowość administracyjnie należała do województwa bialskopodlaskiego.
Mieszkańcy wsi należą do rzymskokatolickiej parafii św. Wojciecha w Górkach lub Macierzyństwa NMP w Łuzkach